# Син (фільм, 2017)
«Син» (фр. Mon garçon — «Мій син») — французький драматичний фільм-трилер 2017 року, поставлений режисером Крістіаном Каріоном з Гійомом Кане в головній ролі.

## Сюжет
Жульєн Перрен настільки захоплений своєю роботою, що в нього зовсім не залишається часу на сім'ю. Коли перед ним стояв складний вибір, він віддав перевагу роботі. Другим варіантом була сім'я — чарівна дружина Марі і син Матис. Коли постійні роз'їзди Жульєна по відрядженнях зруйнували його шлюб, він почав працювати ще наполегливіше. Під час одного зі своїх коротких візитів додому він отримує тривожне повідомлення від дружини, яка говорить, що Матис безслідно зник у горах, куди він вирушив в похід разом з однокласниками. Жульєн негайно відмовляється від подальшої роботи та поспішає до будинку дружини. Зустрівшись з нею, він дізнається, що саме сталося. Діти приїхали на гірський курорт разом з учителем і повинні були провести там тиждень, а потім повернутися до Парижа. Але два дні по тому Марі дізналася, що всі школярі безслідно зникли. Збентежений Жульєн вирішує самостійно розшукати зниклого сина та розібратися в тому, що сталося. Він їде до місця, де відпочивали діти, але навіть не уявляє, з чого саме слід почати пошуки. Дізнавшись від поліції, що є якийсь відеозапис того, як діти святкували на відкритому повітрі чийсь день народження, чоловік вирішує подивитися його. Уважно вивчаючи плівку, він помічає на деяких кадрах загадкового незнайомця, який і стає першою зачіпкою.

## У ролях
| • Гійом Кане         | … | Жульєн Перрен              |
| • Мелані Лоран       | … | Марі Бланшар               |
| • Олів'є де Бенуа    | … | Грегорі Роша               |
| • Антуан Гамель      | … | чоловік у пікапі           |
| • Марк Робер         | … | ватажок викрадачів         |
| • Крістоф Россіньйон | … | директор Центру відпочинку |
| • Тристан Пажес      | … | Маттео                     |
| • Ліно Папа          | … | Матис                      |
| • П'єр Демаре        | … | мисливець                  |

## Знімальна група
- Автори сценарію — Крістіан Каріон, Лаура Ірманн
- Режисер-постановник — Крістіан Каріон
- Продюсери — Крістоф Россіньйон, Філіпп Боеффард
- Асоційовані продюсери — Патрік Квіне, П'єр Гюйяр
- Співпродюсери — Крістіан Каріон, Гійом Кане
- Оператор — Ерік Дюмон
- Композитор — Лоран Перез дель Мар
- Монтаж — Луї Лаллеман
- Художник-постановник — Гійом Ватрине

## Нагороди та номінації
| Список нагород та номінацій                   | Список нагород та номінацій | Список нагород та номінацій  | Список нагород та номінацій | Список нагород та номінацій | Список нагород та номінацій |
| Кінофестиваль/Кінопремія                      | Рік                         | Категорія                    | Номінант(и)                 | Результат                   | Дж                          |
| --------------------------------------------- | --------------------------- | ---------------------------- | --------------------------- | --------------------------- | --------------------------- |
| Кінофестиваль франкомовних фільмів в Ангулемі | 2017                        | Найкращий допрем'єрний фільм | Син                         | Номінація                   | [ 3 ]                       |